# Шаяхметова, Умут Болатхановна
Шаяхметова Умут Болатхановна (каз. Шаяхметова Үміт Болатханқызы, англ. Shayakhmetova Umut; род. 19 марта 1969, Алма-Ата) — председатель правления системообразующего банка Казахстана — АО «Народный банк Казахстана» (LSE:HSBK) (c 21 января 2009).

## Биография
- В 1993 году — окончила Университет дружбы народов им. П. Лумумбы с присвоением квалификации «бакалавр экономических наук»[4].
- В 1996 году — окончила Rutgers University, США, Нью-Джерси, с присвоением степени МВА.
- июнь — августа 1993 года — экономист отдела внутриреспубликанских расчетов головного расчетно-кассового центра Алматинского областного управления Национального Банка РК
- 1997—1998 — специалист структурного финансирования ЗАО ДБ «АБН АМРО Банк Казахстан».
- 1998—2000 — председатель правления КУПА «ABN AMRO Asset Management», стояла у истоков создания накопительной пенсионной системы в республике.
- 2000—2004 — заместитель председателя правления ЗАО ДБ «АБН АМРО Банк Казахстана», курировала блок корпоративного кредитования в казахстанской «дочке» голландского банка.
- 2001 году — вошла в состав Экспертного совета Национальной комиссии Республики Казахстан по ценным бумагам.
- ноябрь 2004 — январь 2009 года — заместитель председателя правления по кредитованию в АО «Народный банк Казахстана», курировала корпоративный блок.
- 22 января 2009 года — решением совета директоров назначена на должность председателя правления АО «Народный банк Казахстана», сменив на этом посту Марченко Григория[5].
- 7 мая 2009 года — вошла в состав Совета директоров АО «Народный банк Казахстана».
- Май 2011 года (переизбрана в январе 2016 года) — февраль 2021 — президент Федерации гимнастики Республики Казахстан, является членом Исполнительного Комитета Национального Олимпийского Комитета Казахстана.
- Ноябрь 2012 года — избрана членом Международного Совета UnionPay International.
- Июнь 2015 года — председатель Совета деловых женщин г. Алматы Национальной Палаты Предпринимателей «Атамекен».
- Июнь 2016 года — председатель Регионального Совета UnionPay International в регионе Восточной Европы, Центральной Азии России и Кавказа.
- Июнь 2016 года — председатель Комитета финансового сектора Президиума Национальной палаты предпринимателей «Атамекен».
- Сентябрь 2018 года — вошла в состав Совета директоров АО «Altyn Bank» (ДБ China Citic Bank Corporation Limited)
- Октябрь 2019 года —  вошла в Совет национальных инвесторов при Президенте Республики Казахстан (с 12.10.2019)

## Награды
- В 2006 году награждена медалью «Ерен енбегi ушін»[6].
- В 2011 году награждена орденом «Парасат».
- В 2016 году награждена орденом «Барыс» 3 степени[7].
- В 2016 году награждена орденом «Мерей»

## Премии
- В 2014 году на премии «Люди года — 2013» награждена в номинации «Женщина года», по версии Интернет-журнала Vласть[8].
- В 2016 году стала победителем в номинации «Банкир года в Восточной Европе» по версии Международного издания International Banker[9].
- В декабре 2016 года, Международное издание International Banker выбрало Умут Шаяхметову победителем в номинации «Банкир года в Восточной Европе» («Banking CEO of the Year Eastern Europe 2016 Award»)
- В июне 2018 года, Умут Шаяхметова названа одним из трёх лучших лидеров  отечественного бизнеса по результатам традиционного опроса, проведенного компанией PricewaterhouseCoopers среди руководителей крупнейших компаний Казахстана.
- В сентябре 2018 года Умут Шаяхметова вошла в число лучших руководителей (СЕО) казахстанского бизнеса по версии Kazakhstan Growth Forum.

## Семья
Отец — Тайжан, Болатхан Кулжанулы.
Мать, Алла Садвокасовна Тайжанова (1944 г. р.),
Супруг, Беймбет Шайсултанович Шаяхметов (1969 г. р.)
Старший сын, Шаяхметов Сакен Беймбетович (1990 г. р.)
сын Шаяхмет Данияр Беймбетұлы (1996 г. р.)
дочь Шаяхметова Динара Беймбетовна (2008 г. р.)